# Bartolomé Román

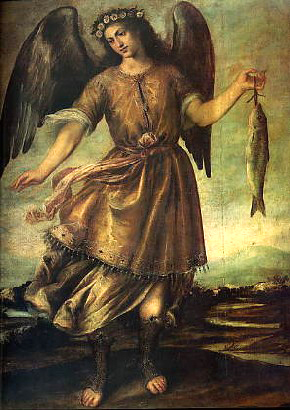
Raphaël (archange) par Bartolomé Román, Église San Pedro, Lima, (avant 1647, c. 1628)

Bartolomé Román (c. 1587-1647 ou 1659 ), né à Montoro dans la Province de Cordoue est un peintre baroque espagnol connu pour sa série d’archanges.

## Biographie
Il s'installe rapidement à Madrid et étudie probablement avec le peintre italien exerçant en Espagne Vincenzo Carducci, bien que l’historien d’art espagnol Antonio Palomino ait découvert un contrat de 1614, pour le règlement d’une œuvre destinée au Pardo, dans lequel Bartolomé Román indiquerait ne pas avoir de lien avec le maître.
Cependant, la Parabole du mariage, dans la sacristie du couvent de l'Incarnation de Madrid, montre une relation évidente avec le style de  Vincenzo Carducci.
Il est sans doute, également influencé par le style de Diego Velasquez nouvellement arrivé à Madrid et dans l'atelier duquel il aurait brièvement travaillé.
La série des archanges a probablement été inspirée par des gravures flamandes de Pieter de Jode l'Ancien et Hieronymus Wierix mêlées à une influence vénitienne, culture et inspiration acquises au contact des collections royales, alors qu’il travaillait pour les fondations royales. Cette série d’archanges connut un grand succès, et plusieurs exemplaires furent envoyés en Amérique latine.
Il travaillera pour le Monastère bénédictin de Saint Martín à Madrid ainsi que pour le Monastère des Déchaussées royales, l'Archidiocèse de Tolède et le couvent des carmélites du Diocèse de Calahorra et La Calzada-Logroño.
Il appartenait, comme de nombreux peintres madrilènes, à la Confrérie des sept douleurs.
Juan Carreño de Miranda fut son élève.

## Collections
- Pinacothèque de l'église San Pedro de Lima
- Musée du Prado[5]
- Monastère de l'Incarnation
- Bowes Museum in Barnard Castle[6]

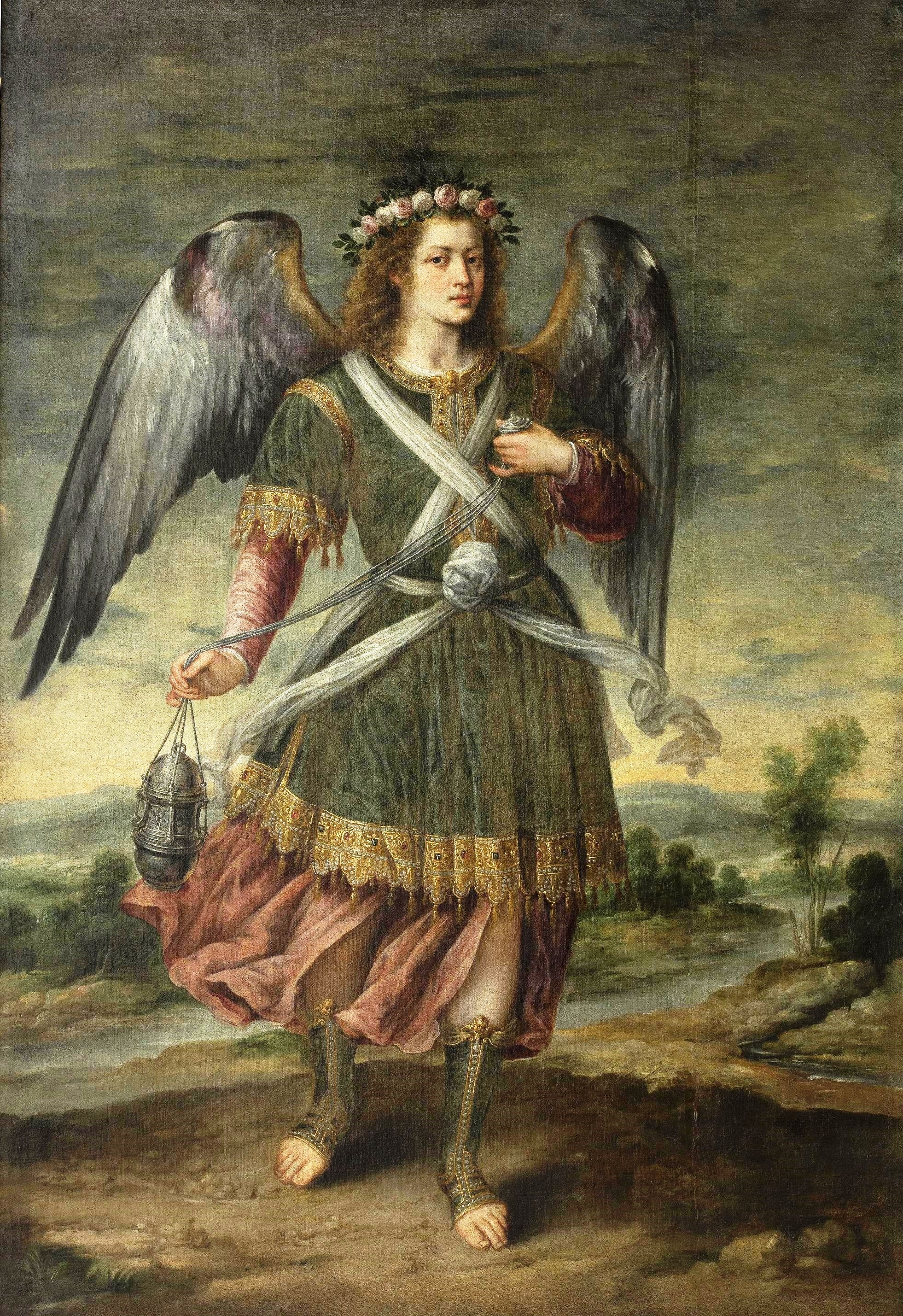
El Arcángel Seatiel  (Musée du Prado)
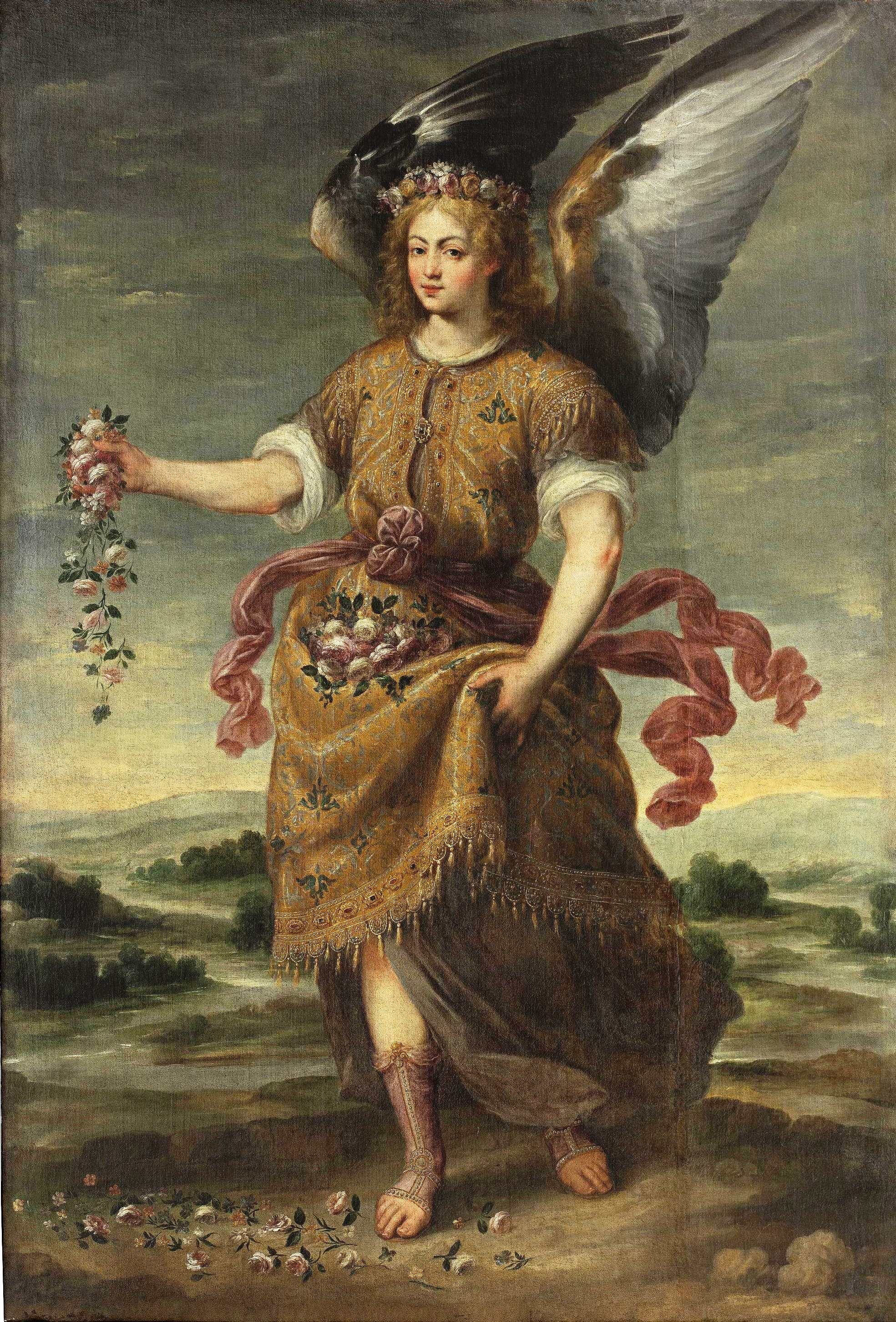
El Arcángel Baraquiel  (Musée du Prado)

## Œuvres principales
Représentations des sept archanges:
- Michel (archange)
- Gabriel (archange)
- Raphaël (archange)
- Selaphiel (archange)[7]
- Archange Jéhudiel
- Archange Barachiel
- Archange Uriel [8].